# El pianista (pel·lícula de 1998)
El pianista és una pel·lícula dramàtica catalana de 1998 dirigida per Mario Gas, estrenada l'octubre d'aquell any al Festival de Cinema de Sitges.
El guió està basat en la novel·la homònima de Manuel Vázquez Montalbán, de 1985, i la música és de Carles Santos.
Jordi Mollà va estar nominat al Fotogramas de Plata i va guanyar el premi del festival de cinema de Viña del Mar (Xile) per la seva interpretació del jove Doria.

## Argument
Els pianistes Albert Rossell (Pere Ponce) i Lluís Doria coincideixen a París el 1936, on s'enamoren de la mateixa dona, Teresa (Paulina Gálvez), i passen a formar part de l'avantguarda musical del moment. Quan esclata la Guerra Civil Doria decideix quedar-se a França amb la seva música, l'única causa que considera important, mentre que Rossell torna a Barcelona per lluitar per la República, perdent l'oportunitat de continuar una prometedora carrera professional.
El 1946, després de passar uns anys a la presó acusat d'ajudar anarquistes antifranquistes, Rossell coneix un grup de veïns amb qui farà amistat i passarà estones als terrats, compartint històries. Gràcies a la seva habilitat amb el piano un dia aconsegueix que li deixin tocar el d'una veïna, i deixa de banda els seus interessos musicals clàssics per fer-los ballar amb un boogie, i es retroba amb Teresa.
Anys més tard, durant la dècada del 1980, el ja famós compositor Lluís Doria es queda paralitzat quan es retroba en un cabaret de la ciutat amb el seu amic de joventut, que és el pianista de l'espectacle.

## Repartiment
- Pere Ponce: Albert Rossell (20/30 anys)
- Jordi Mollà: Lluís Doria (20 anys)
- Paulina Gálvez: Teresa (20/30 anys)
- Nadala Batiste: Teresa (gran)
- Serge Reggiani: Albert Rossell (60 anys)
- Laurent Terzieff: Lluís Doria (60 anys)
- Marc Martínez: Jove
- Pep Molina: Marcuse
- Mercè Arànega: Lluïsa
- Francesc Orella: Quintana
- Vicky Peña: Sra. Milhaud
- Jordi Boixaderas: Toni Fisas
- Lluïsa Castell: Irene
- Joan Dalmau: Oviedo
- Duna Jové: Magda
- Eva Santolaria: Obdulia
- Pep Sais: Advocat ambaixada
- Eric PRAT: Darius Milhaud
- Mònica López (escenes eliminades)
- Rosa Renom (escenes eliminades)